# Lynn Loyns
Lynn Loyns (* 22. Februar 1981 in Naicam, Saskatchewan) ist ein ehemaliger kanadischer Eishockeyspieler, der im Verlauf seiner aktiven Karriere zwischen 1997 und 2014 unter anderem 223 Spiele für die Krefeld Pinguine und DEG Metro Stars in der Deutschen Eishockey Liga (DEL) auf der Position des linken Flügelstürmers bestritten hat. Darüber hinaus absolvierte Loyns weitere 34 Partien für die San Jose Sharks und Calgary Flames in der National Hockey League (NHL).

## Karriere

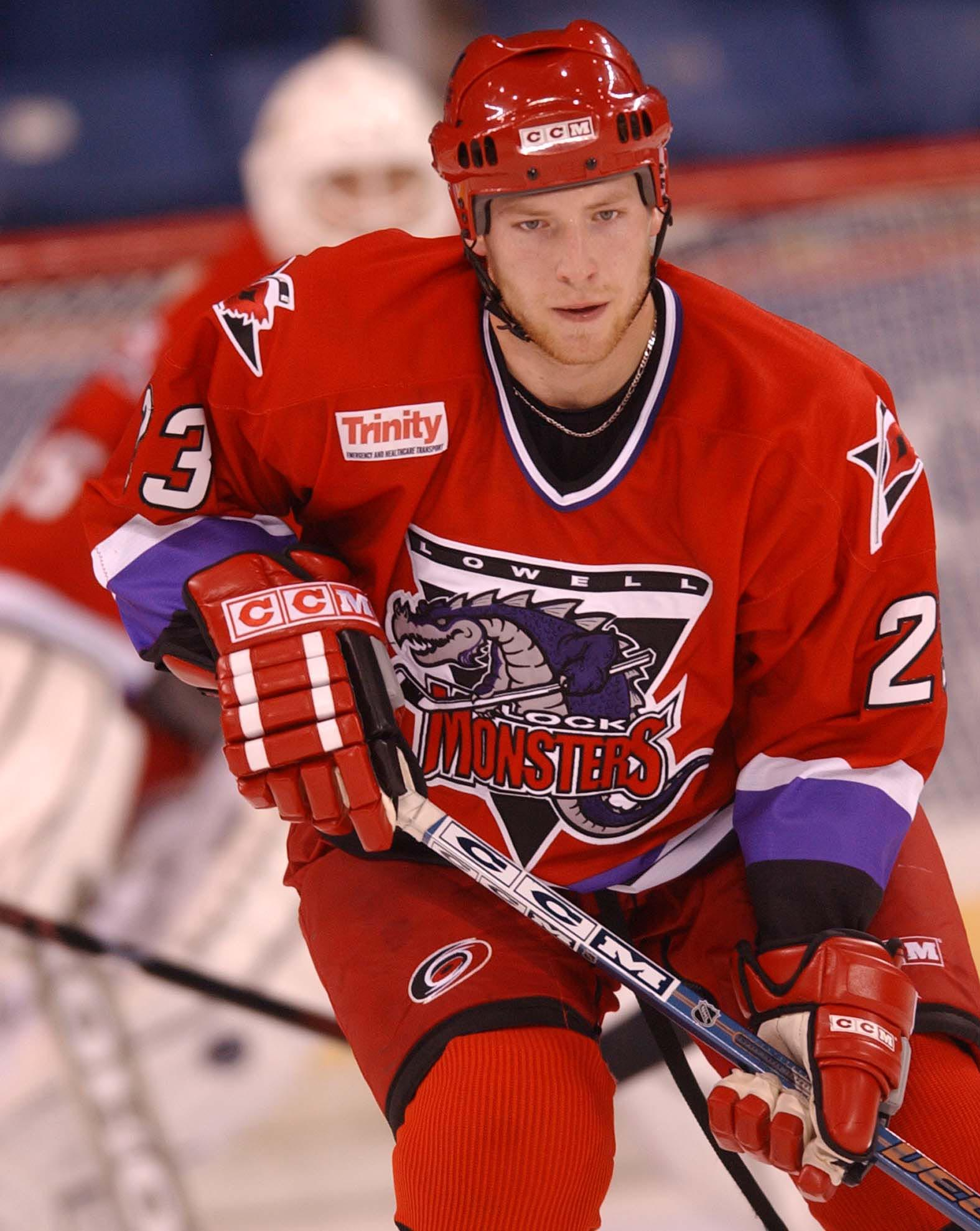
Loyns im Trikot der Lowell Lock Monsters (2004)

Loyns begann seine Karriere 1997 bei den Spokane Chiefs in der kanadischen Juniorenliga Western Hockey League (WHL) und absolvierte 2001 sein erstes Spiel in der American Hockey League (AHL) bei den Cleveland Barons, dem damaligen Farmteam der San Jose Sharks. Ein Jahr später erhielt der Flügelstürmer seine ersten Einsätze in der National Hockey League (NHL), wo er in 19 Spielen für die Sharks drei Treffer erzielen konnte.
In der Saison 2003/2004 stand Loyns sowohl für den NHL-Klub San Jose Sharks als auch für die Calgary Flames, zu denen er während der Spielzeit für ein Fünftrunden-Wahlrecht im NHL Entry Draft 2004 transferiert worden war, auf dem Eis. Hinzu kamen Einsätze bei den Cleveland Barons und den Lowell Lock Monsters in der AHL, bei denen er aufgrund des Lockouts in der NHL die komplette Spielzeit 2004/05 absolvierte. In Saison 2005/06 verbuchte der Stürmer nicht nur 68 Einsätze für den AHL-Klub Omaha Ak-Sar-Ben Knights, sondern wurde für ein weiteres Spiel zurück zu den Calgary Flames beordert. Insgesamt bestritt der Kanadier 34 Spiele in der höchsten nordamerikanischen Profiliga, wechselte allerdings aufgrund mangelnder Perspektiven zur Spielzeit 2006/07 nach Europa, wo er sich den Krefeld Pinguinen aus der Deutschen Eishockey Liga (DEL) anschloss.
Nachdem er insgesamt vier Spielzeiten in Deutschland verbracht hatte und die Letzte aufgrund eines Kreuzbandrisses vorzeitig beenden musste, entschloss Loyns sich Mitte November 2010 zum HC Pustertal aus der italienischen Serie A1 zu wechseln, wo er seinen Landsmann Tyler Doig ersetzte. Mit dem HCP gewann er im Saisonverlauf die Coppa Italia und wurde Vizemeister. Im Juli 2011 wechselte er zum EC VSV in die österreichische Erste Bank Eishockey Liga (EBEL), wo er einen Vertrag bis 2012 unterschrieb. Nach zwei Scorerpunkten in neun Spielen wurde sein Vertrag im Oktober 2011 vorzeitig aufgelöst. Im November desselben Jahres erhielt er ein Angebot bei den DEG Metro Stars. Bei der DEG beendete der Kanadier die Saison 2011/12 und wechselte im Dezember 2012 zu den Ravensburg Towerstars in die 2. Bundesliga. Nachdem der Vertrag jedoch Ende Januar 2013 wieder aufgelöst worden war, fand Loyns erst im Juni in den Nottingham Panthers aus der britischen Elite Ice Hockey League (EIHL) einen neuen Arbeitgeber. Im Sommer 2014 beendete der 33-Jährige seine aktive Karriere.

## Erfolge und Auszeichnungen
- 2011 Coppa-Italia-Gewinn mit dem HC Pustertal
- 2011 Italienischer Vizemeister mit dem HC Pustertal
- 2014 EIHL-Challenge-Cup-Gewinn mit den Nottingham Panthers

## Karrierestatistik
(Legende zur Spielerstatistik: Sp oder GP = absolvierte Spiele; T oder G = erzielte Tore; V oder A = erzielte Assists; Pkt oder Pts = erzielte Scorerpunkte; SM oder PIM = erhaltene Strafminuten; +/− = Plus/Minus-Bilanz; PP = erzielte Überzahltore; SH = erzielte Unterzahltore; GW = erzielte Siegtore; 1 Play-downs/Relegation; Kursiv: Statistik nicht vollständig)